# Kellon Baptiste
Kellon Baptiste (7 novembre 1973 – Saint George, 12 aprile 2012) è stato un calciatore grenadino, di ruolo portiere.
È morto nel 2012 all'età di 38 anni a seguito di un tumore.